# 阮氏珄
阮慈妃（越南语：／；？—1807年），名阮氏珄（越南语：／），越南阮朝開國皇帝阮福映的姨母兼庶母。
阮氏珄是廣治營明靈縣（今廣治省永靈縣）人，其父是演國公阮福忠。她與妹妹阮氏環侍奉阮福映父親阮福㫻時，生下了襄陽郡王阮福暤、夭折了的次子和安邊郡王阮福旻三個兒子與福祿公主阮氏玉瑜和明義公主阮氏玉璿兩個女兒。
1807年，阮氏去世，阮福映上尊諡為為懿慎徽嘉慈妃（越南语：／），葬於香水縣楊春社。